# James Younghusband
Pour les articles homonymes, voir Younghusband.
James Younghusband, né le 4 septembre 1986 à Ashford en Angleterre, est un footballeur international philippin d'origine anglaise. Il est le grand frère de Phil Younghusband.
Il évolue actuellement au poste de milieu droit avec le club du Meralco Manille.

## Biographie

### Club
Formé à Chelsea, il est sans club de 2008 à 2011. Il continue cependant, pendant ce temps,  à jouer pour l'équipe nationale des Philippines dont il est membre depuis 2006, aux côtés de son frère Phil.

### Sélection
James Younghusband est convoqué pour la première fois par le sélectionneur national Aris Caslib pour un match des éliminatoires du Championnat de l'ASEAN 2007 face au Laos le 12 novembre 2006. Le 7 janvier 2007, il marque son premier but en équipe des Philippines lors du match amical face à Singapour.  Il s'est notamment illustré lors de l'AFF Suzuki Cup 2010 en emmenant son équipe en demi-finale.
Il participe à l'AFC Challenge Cup en 2012 avec les Philippines. Ils terminent sur la dernière marche du podium.

## Statistiques

### Buts en sélection
Le tableau suivant liste les résultats de tous les buts inscrits par James Younghusband avec l'équipe des Philippines.